# جيمي شميت
جيمي شميت (بالإسبانية: Jimmy Schmidt) (15 ديسمبر 1981 بمونتفيدو في الأوروغواي - ) هو لاعب كرة قدم أوروغواني في مركز حراسة المرمى. شارك مع منتخب الأوروغواي تحت 20 سنة لكرة القدم. أما مع النوادي، فقد لعب مع رامبلا جونيورز ونادي إيركوليس ونادي مونز وناسيونال مونتيفيديو وفيلا إسبانيول ‏ وسنترال إسبانيول وClub Plaza Colonia de Deportes ‏ ونادي إنفيغادو وCobresol ‏ وسبورت أنكاش.

## وصلات خارجية
- جيمي شميت على موقع قاعدة بيانات كرة القدم.إي يو (الإنجليزية)
- جيمي شميت على موقع Soccerway.com (الإنجليزية)